# 10a etapa del Tour de França de 2010
La 10a etapa del Tour de França de 2010 es disputà el dimecres 14 de juliol de 2010 sobre un recorregut de 179 km entre Chambéry i Gap. La victòria fou pel portuguès Sérgio Paulinho (Team RadioShack). Andy Schleck continuà de líder.

## Perfil de l'etapa
Etapa de mitja muntanya, amb els primers 65 km totalment plans per en aquell moment afrontar la principal dificultat muntanyosa del dia, la cota de Laffrey, de 1a categoria. Sense descens, s'inicien uns 70 km bàsicament plans, però amb alguna rampa de suficient nivell per ser considerada port de muntanya. A 35 km de l'arribada els ciclistes superen la darrera de les dificultats del dia, el coll de lo Noier. L'arribada a Gap és en baixada.

## Desenvolupament de l'etapa
Després de les etapes alpines el gran grup es prengué el dia amb tranquil·litat. Al quilòmetre 36 es començà a formar l'escapada del dia composta per Sérgio Paulinho (Team Radioshack), Mario Aerts (Omega Pharma-Lotto), Dries Devenyns (Quick Step) i Vassil Kirienka (Caisse d'Epargne). Quatre quilòmetres més tard s'escaparen del gran grup Maxime Bouet (AG2R La Mondiale i Pierre Rolland (BBox Bouygues Telecom), ajuntant-se els sis al quilòmetre 66.
Al peu de la primera de les dificultats muntanyoses del dia els escapats disposaven de 8' 45", una diferència que anà augmentant fins als 11' 30" a manca de 65 km per Gap. En l'ascens al darrer dels ports Bouet perdé contacte amb els escapats. El primer a intentar l'arribada en solitari va ser Aerts, a manca de 17 km, responent la resta de companys. Després d'algun nou intent va ser Paulinho qui trencà l'escapada, amb un atac que sols va ser seguit per Kirienka. Ràpidament agafaren 45" i entre els dos es jugaren la victòria a l'esprint, sent Paulinho el vencedor final.
Al gran grup la calma era total, sent sols trencada per Nicolas Roche i Rémi Pauriol que buscaren recuperar alguns segons, arribant a més de 14'.

## Esprints intermedis
| 1r | Alessandro Petacchi (ITA) | 6 pts |
| 2n | Thor Hushovd (NOR)        | 4 pts |
| 3r | Robbie McEwen (AUS)       | 2 pts |

| 1r | Vassil Kirienka (BLR) | 6 pts |
| 2n | Mario Aerts (BEL)     | 4 pts |
| 3r | Dries Devenyns (BEL)  | 2 pts |

## Ports de muntanya
| 1r | Mario Aerts (BEL)      | 15 pts |
| 2n | Pierre Rolland (FRA)   | 13 pts |
| 3r | Dries Devenyns (BEL)   | 11 pts |
| 4t | Vassil Kirienka (BLR)  | 9 pts  |
| 5è | Sérgio Paulinho (POR)  | 8 pts  |
| 6è | Maxime Bouet (FRA)     | 7 pts  |
| 7è | Jérôme Pineau (FRA)    | 6 pts  |
| 8è | Anthony Charteau (FRA) | 5 pts  |

| 1r | Mario Aerts (BEL)     | 4 pts |
| 2n | Vassil Kirienka (BLR) | 3 pts |
| 3r | Pierre Rolland (FRA)  | 2 pts |
| 4t | Sérgio Paulinho (POR) | 1 pt  |

- 3. Coll de lo Noier. 1664m. 2a categoria (km 145,5) (7,4 km al 5,3%)

| 1r | Mario Aerts (BEL)     | 20 pts |
| 2n | Dries Devenyns (BEL)  | 18 pts |
| 3r | Sérgio Paulinho (POR) | 16 pts |
| 4t | Vassil Kirienka (BLR) | 14 pts |
| 5è | Pierre Rolland (FRA)  | 12 pts |
| 6è | Maxime Bouet (FRA)    | 10 pts |

## Classificació de l'etapa
|    | Ciclista                  | Equip                 | Temps      |
| -- | ------------------------- | --------------------- | ---------- |
| 1  | Sérgio Paulinho (POR)     | Team RadioShack       | 5h 10' 56" |
| 2  | Vassil Kirienka (BLR)     | Caisse d'Epargne      | m. t.      |
| 3  | Dries Devenyns (BEL)      | Quick Step            | + 1' 29"   |
| 4  | Pierre Rolland (FRA)      | Bbox Bouygues Telecom | + 1' 29"   |
| 5  | Mario Aerts (BEL)         | Omega Pharma-Lotto    | + 1' 33"   |
| 6  | Maxime Bouet (FRA)        | AG2R La Mondiale      | + 3' 20"   |
| 7  | Nicolas Roche (IRL)       | AG2R La Mondiale      | + 12' 58"  |
| 8  | Rémi Pauriol (ESP)        | Cofidis               | + 13' 57"  |
| 9  | Mark Cavendish (GBR)      | Team HTC-Columbia     | + 14' 19"  |
| 10 | Alessandro Petacchi (ITA) | Lampre-Farnese Vini   | + 14' 19"  |

## Classificació general
|    | Ciclista                    | Equip                 | Temps       |
| -- | --------------------------- | --------------------- | ----------- |
| 1  | Andy Schleck (LUX)          | Team Saxo Bank        | 49h 00' 56" |
| 2  | Alberto Contador (ESP)      | Astana Qazaqstan Team | + 41"       |
| 3  | Samuel Sánchez (ESP)        | Euskaltel-Euskadi     | + 2' 45"    |
| 4  | Denís Ménxov (RUS)          | Rabobank ProTeam      | + 2' 58"    |
| 5  | Jurgen van den Broeck (BEL) | Omega Pharma-Lotto    | + 3' 31"    |
| 6  | Levi Leipheimer (USA)       | Team RadioShack       | + 3' 59"    |
| 7  | Robert Gesink (NED)         | Rabobank ProTeam      | + 4' 22"    |
| 8  | Luis León Sánchez (ESP)     | Caisse d'Epargne      | + 4' 41"    |
| 9  | Joaquim Rodríguez (ESP)     | Team Katusha          | + 5' 08"    |
| 10 | Ivan Basso (ITA)            | Liquigas-Doimo        | + 5' 09"    |

## Classificacions annexes
|    | Ciclista                  | Equip               | Total   |
| -- | ------------------------- | ------------------- | ------- |
| 1r | Thor Hushovd (NOR)        | Cervélo TestTeam    | 138 pts |
| 2n | Alessandro Petacchi (ITA) | Lampre-Farnese Vini | 131 pts |
| 3r | Robbie McEwen (AUS)       | Team Katusha        | 116 pts |

|    | Ciclista                | Equip                 | Total  |
| -- | ----------------------- | --------------------- | ------ |
| 1r | Jérôme Pineau (FRA)     | Quick Step            | 91 pts |
| 2n | Anthony Charteau (FRA)  | Bbox Bouygues Telecom | 90 pts |
| 3r | Christophe Moreau (FRA) | Caisse d'Epargne      | 62 pts |

|    | Ciclista              | Equip            | Temps       | Temps |
| -- | --------------------- | ---------------- | ----------- | ----- |
| 1r | Andy Schleck (LUX)    | Team Saxo Bank   | 49h 00' 56" |       |
| 2n | Roman Kreuziger (CZE) | Liquigas-Doimo   | + 4' 22"    |       |
| 3r | Robert Gesink (NED)   | Rabobank ProTeam | + 5' 11"    |       |

|    | Equip                  | Temps         | Temps |
| -- | ---------------------- | ------------- | ----- |
| 1r | Caisse d'Epargne (ESP) | 147h 07' 02 " |       |
| 2n | Team RadioShack (USA)  | + 31"         |       |
| 3r | Team Astana (KAZ)      | + 14' 54"     |       |

## Abandonaments
No hi hagué cap abandonament durant l'etapa.